# Thomas Nyrienda
Thomas Nyrienda (?, 28 de fevereiro, 1986) é um futebolista da Zâmbia.

## Carreira
Nyrienda integrou a Seleção Zambiana de Futebol que disputou o Campeonato Africano das Nações de 2010.

## Títulos

### Zanaco FC
- Campeonato da Zâmbia : 2006, 2009
- Copa Zâmbia Challenge : 2006
- Zâmbia Charity Shield : 2006